# Dirección General para la Igualdad real y efectiva de las personas LGTBI+
La Dirección General para la Igualdad real y efectiva de las personas LGTBI+ de España es el órgano directivo del Ministerio de Igualdad, adscrito a la Secretaría de Estado de Igualdad y para la Erradicación de la Violencia contra las Mujeres, responsable de la propuesta de impulso y desarrollo de las medidas destinadas a garantizar el derecho a la igualdad de trato y no discriminación de las personas lesbianas, gais, bisexuales, transexuales, transgénero e intersexuales, así como de otras identidades y orientaciones, asegurando el pleno respeto a su libertad afectivo-sexual.

## Historia
Creada en enero de 2020 como Dirección General de Diversidad Sexual y Derechos LGTBI, a partir de diciembre de 2023 se renombró como Dirección General para la Igualdad real y efectiva de las personas LGTBI+.
Asimismo, desde 2021 entrega los Reconocimientos Arcoíris a personas y entidades destacadas en la visibilización, apoyo y defensa de los derechos de las personas LGTBI.

## Estructura y funciones
Además de las funciones ya mencionadas, la Dirección General desarrolla otras a través de su único órgano directivo:
- La Subdirección General de Derechos LGTBI, a la que le corresponde la preparación y propuesta de medidas normativas destinadas a garantizar la igualdad de trato y no discriminación de las personas LGTBI+; la elaboración de informes y estudios, en materias que afecten al derecho a la igualdad de trato y no discriminación de las personas por su orientación sexual e identidad de género, expresión de género y características sexuales, en cualesquiera ámbitos de la vida; el impulso de medidas destinadas a procurar la inserción sociolaboral de las personas LGTBI+, con especial atención a la situación de las personas trans; la propuesta de actuaciones destinadas a la promoción de la igualdad real y efectiva y no discriminación de las personas LGTBI+ en todos los ámbitos, con especial atención a los ámbitos administrativo, educativo, laboral, sanidad, deportivo, cultural, y en los de la familia, la infancia y la juventud., en colaboración con los departamentos ministeriales y Administraciones Públicas competentes; la elaboración y difusión de campañas de sensibilización sobre la diversidad afectivo-sexual, familiar y de género, así como de promoción de los derechos de las personas LGTBI+; la propuesta de medidas destinadas a la prevención y erradicación de los delitos de odio motivados por la orientación sexual, la identidad de género, la expresión de género o las características sexuales, así como la mejora de la asistencia y atención a sus víctimas, sin perjuicio de las competencias atribuidas en este ámbito a otros departamentos ministeriales; el fomento de las actividades de las organizaciones que trabajan en favor de los derechos de las personas LGTBI+, facilitando su participación en los procesos de toma de decisiones en las materias que les afectan; y la participación y mantenimiento de las relaciones que procedan en el ámbito internacional, sin perjuicio de las competencias encomendadas a la Secretaría General Técnica.

## Directores generales
- María Dolores García Rodrigo (2020-2023)[4]
- Julio del Valle de Íscar (2023-)[5]